# Vicepresidenti della Commissione europea
Questo è l'elenco dei vicepresidenti della Commissione europea, in carica a partire dal 1958.
| Commissione       | Inizio            | Fine                     | Nome             | Stato       | Partito |
| Hallstein I       |                   |                          |                  |             |         |
| ----------------- | ----------------- | ------------------------ | ---------------- | ----------- | ------- |
| Hallstein I       | 7 gennaio 1958    | 9 gennaio 1962           | Sicco Mansholt   | Paesi Bassi | PvdA    |
| Hallstein I       | 7 gennaio 1958    | 9 gennaio 1962           | Robert Marjolin  | Francia     | SFIO    |
| Hallstein I       | 7 gennaio 1958    | 15 settembre 1959        | Piero Malvestiti | Italia      | DC      |
| Hallstein II      |                   |                          |                  |             |         |
| 10 gennaio 1962   | 30 giugno 1967    | Sicco Mansholt           | Paesi Bassi      | PvdA        |         |
| 10 gennaio 1962   | 30 giugno 1967    | Robert Marjolin          | Francia          | SFIO        |         |
| 10 gennaio 1962   | 15 maggio 1963    | Giuseppe Caron           | Italia           | DC          |         |
| 30 luglio 1965    | 30 giugno 1967    | Lionello Sandri          | Italia           | PSI         |         |
| Rey               |                   |                          |                  |             |         |
| 2 luglio 1967     | 30 giugno 1970    | Sicco Mansholt           | Paesi Bassi      | PvdA        |         |
| 2 luglio 1967     | 30 giugno 1970    | Lionello Sandri          | Italia           | PSI         |         |
| 2 luglio 1967     | 30 giugno 1970    | Fritz Hellwig            | Germania Ovest   | CDU         |         |
| 2 luglio 1967     | 30 giugno 1970    | Raymond Barre            | Francia          | UDF         |         |
| 2 luglio 1967     | 30 giugno 1970    | Wilhelm Haferkamp        | Germania Ovest   | SPD         |         |
| Malfatti          |                   |                          |                  |             |         |
| 1º luglio 1970    | 21 marzo 1972     | Sicco Mansholt           | Paesi Bassi      | PvdA        |         |
| 1º luglio 1970    | 21 marzo 1972     | Wilhelm Haferkamp        | Germania Ovest   | SPD         |         |
| Mansholt          |                   |                          |                  |             |         |
| 22 marzo 1972     | 5 gennaio 1973    | Wilhelm Haferkamp        | Germania Ovest   | SPD         |         |
| Ortoli            |                   |                          |                  |             |         |
| 6 gennaio 1973    | 5 gennaio 1977    | Patrick Hillery          | Irlanda          | FF          |         |
| 6 gennaio 1973    | 5 gennaio 1977    | Wilhelm Haferkamp        | Germania Ovest   | SPD         |         |
| 6 gennaio 1973    | 5 gennaio 1977    | Henri Simonet            | Belgio           | PS          |         |
| 6 gennaio 1973    | 5 gennaio 1977    | Christopher Soames       | Regno Unito      | Con.        |         |
| 6 gennaio 1973    | 5 gennaio 1977    | Carlo Scarascia-Mugnozza | Italia           | DC          |         |
| Jenkins           |                   |                          |                  |             |         |
| 6 gennaio 1977    | 5 gennaio 1981    | Wilhelm Haferkamp        | Germania Ovest   | SPD         |         |
| 6 gennaio 1977    | 5 gennaio 1981    | Henk Vredeling           | Paesi Bassi      | PvdA        |         |
| 6 gennaio 1977    | 5 gennaio 1981    | Finn Olav Gundelach      | Danimarca        | SD          |         |
| 6 gennaio 1977    | 5 gennaio 1981    | François-Xavier Ortoli   | Francia          | RPR         |         |
| 6 gennaio 1977    | 5 gennaio 1981    | Lorenzo Natali           | Italia           | DC          |         |
| Thorn             |                   |                          |                  |             |         |
| 6 gennaio 1981    | 5 gennaio 1985    | Christopher Tugendhat    | Regno Unito      | Con.        |         |
| 6 gennaio 1981    | 5 gennaio 1985    | François-Xavier Ortoli   | Francia          | RPR         |         |
| Delors I          |                   |                          |                  |             |         |
| 6 gennaio 1985    | 5 gennaio 1989    | Frans Andriessen         | Paesi Bassi      | CDA         |         |
| 6 gennaio 1985    | 5 gennaio 1989    | Arthur Cockfield         | Regno Unito      | Con.        |         |
| 6 gennaio 1985    | 5 gennaio 1989    | Karl-Heinz Narjes        | Germania Ovest   | CDU         |         |
| 6 gennaio 1985    | 5 gennaio 1989    | Lorenzo Natali           | Italia           | DC          |         |
| 5 gennaio 1986    | 5 gennaio 1989    | Manuel Marín             | Spagna           | PSOE        |         |
| Delors II         |                   |                          |                  |             |         |
| 6 gennaio 1989    | 5 gennaio 1993    | Frans Andriessen         | Paesi Bassi      | CDA         |         |
| 6 gennaio 1989    | 5 gennaio 1993    | Leon Brittan             | Regno Unito      | Con.        |         |
| 6 gennaio 1989    | 5 gennaio 1993    | Henning Christophersen   | Danimarca        | Venstre     |         |
| 6 gennaio 1989    | 5 gennaio 1993    | Manuel Marín             | Spagna           | PSOE        |         |
| 6 gennaio 1989    | 5 gennaio 1993    | Filippo Maria Pandolfi   | Italia           | DC          |         |
| Delors III        |                   |                          |                  |             |         |
| 6 gennaio 1993    | 22 gennaio 1995   | Martin Bangemann         | Germania         | FDP         |         |
| 6 gennaio 1993    | 22 gennaio 1995   | Leon Brittan             | Regno Unito      | Con.        |         |
| 6 gennaio 1993    | 22 gennaio 1995   | Henning Christophersen   | Danimarca        | Venstre     |         |
| 6 gennaio 1993    | 22 gennaio 1995   | Manuel Marín             | Spagna           | PSOE        |         |
| 6 gennaio 1993    | 22 gennaio 1995   | Karel Van Miert          | Belgio           | Sp.a        |         |
| 6 gennaio 1993    | 22 gennaio 1995   | Antonio Ruberti          | Italia           | PSI         |         |
| Santer            |                   |                          |                  |             |         |
| 23 gennaio 1995   | 13 settembre 1999 | Leon Brittan             | Regno Unito      | Con.        |         |
| 23 gennaio 1995   | 19 luglio 1999    | Manuel Marín             | Spagna           | PSOE        |         |
| Prodi             |                   |                          |                  |             |         |
| 16 settembre 1999 | 21 novembre 2004  | Neil Kinnock             | Regno Unito      | Laburista   |         |
| 16 settembre 1999 | 21 novembre 2004  | Loyola de Palacio        | Spagna           | PP          |         |
| Barroso I         |                   |                          |                  |             |         |
| 22 novembre 2004  | 9 febbraio 2010   | Margot Wallström         | Svezia           | SAP         |         |
| 22 novembre 2004  | 9 febbraio 2010   | Günter Verheugen         | Germania         | PSD         |         |
| 22 novembre 2004  | 9 febbraio 2010   | Jacques Barrot           | Francia          | UMP         |         |
| 22 novembre 2004  | 9 febbraio 2010   | Siim Kallas              | Estonia          | ERP         |         |
| 22 novembre 2004  | 8 maggio 2008     | Franco Frattini          | Italia           | FI          |         |
| 9 maggio 2008     | 9 febbraio 2010   | Antonio Tajani           | Italia           | FI          |         |
| Barroso II        |                   |                          |                  |             |         |
| 9 febbraio 2010   | 31 ottobre 2014   | Catherine Ashton         | Regno Unito      | Laburista   |         |
| 9 febbraio 2010   | 1º luglio 2014    | Viviane Reding           | Lussemburgo      | CSV         |         |
| 9 febbraio 2010   | 31 ottobre 2014   | Joaquín Almunia          | Spagna           | PSOE        |         |
| 9 febbraio 2010   | 31 ottobre 2014   | Siim Kallas              | Estonia          | ERP         |         |
| 9 febbraio 2010   | 31 ottobre 2014   | Neelie Kroes             | Paesi Bassi      | VVD         |         |
| 9 febbraio 2010   | 1º luglio 2014    | Antonio Tajani           | Italia           | PDL         |         |
| 9 febbraio 2010   | 31 ottobre 2014   | Maroš Šefčovič           | Slovacchia       | Smer        |         |
| 27 ottobre 2011   | 1º luglio 2014    | Olli Rehn                | Finlandia        | SK          |         |
| 1º luglio 2014    | 31 ottobre 2014   | Michel Barnier           | Francia          | UMP         |         |
| 1º luglio 2014    | 31 ottobre 2014   | Günther Oettinger        | Germania         | CDU         |         |
| 16 luglio 2014    | 31 ottobre 2014   | Jyrki Katainen           | Finlandia        | KOK         |         |
| Juncker           |                   |                          |                  |             |         |
| 1º novembre 2014  | 30 novembre 2019  | Frans Timmermans         | Paesi Bassi      | PvdA        |         |
| 1º novembre 2014  | 30 novembre 2019  | Federica Mogherini       | Italia           | PD          |         |
| 1º novembre 2014  | 31 dicembre 2016  | Kristalina Georgieva     | Bulgaria         | GERB        |         |
| 1º novembre 2014  | 30 novembre 2019  | Jyrki Katainen           | Finlandia        | KOK         |         |
| 1º novembre 2014  | 30 novembre 2019  | Valdis Dombrovskis       | Lettonia         | Unity       |         |
| 1º novembre 2014  | 1º luglio 2019    | Andrus Ansip             | Estonia          | ERP         |         |
| 1º novembre 2014  | 30 novembre 2019  | Maroš Šefčovič           | Slovacchia       | Smer-SD     |         |
| Von der Leyen I   |                   |                          |                  |             |         |
| 1º dicembre 2019  | 30 novembre 2024  | Frans Timmermans         | Paesi Bassi      | PvdA        |         |
| 1º dicembre 2019  | 30 novembre 2024  | Margrethe Vestager       | Danimarca        | RV          |         |
| 1º dicembre 2019  | 30 novembre 2024  | Valdis Dombrovskis       | Lettonia         | Unità       |         |
| 1º dicembre 2019  | 30 novembre 2024  | Josep Borrell            | Spagna           | PSOE        |         |
| 1º dicembre 2019  | 30 novembre 2024  | Maroš Šefčovič           | Slovacchia       | Smer-SD     |         |
| 1º dicembre 2019  | 30 novembre 2024  | Věra Jourová             | Rep. Ceca        | ANO         |         |
| 1º dicembre 2019  | 30 novembre 2024  | Dubravka Šuica           | Croazia          | HDZ         |         |
| 1º dicembre 2019  | 30 novembre 2024  | Margaritis Schinas       | Grecia           | ND          |         |

- I Primi vicepresidenti sono in corsivo.
- I Vicepresidenti esecutivi in grassetto.